# Orlando Figes

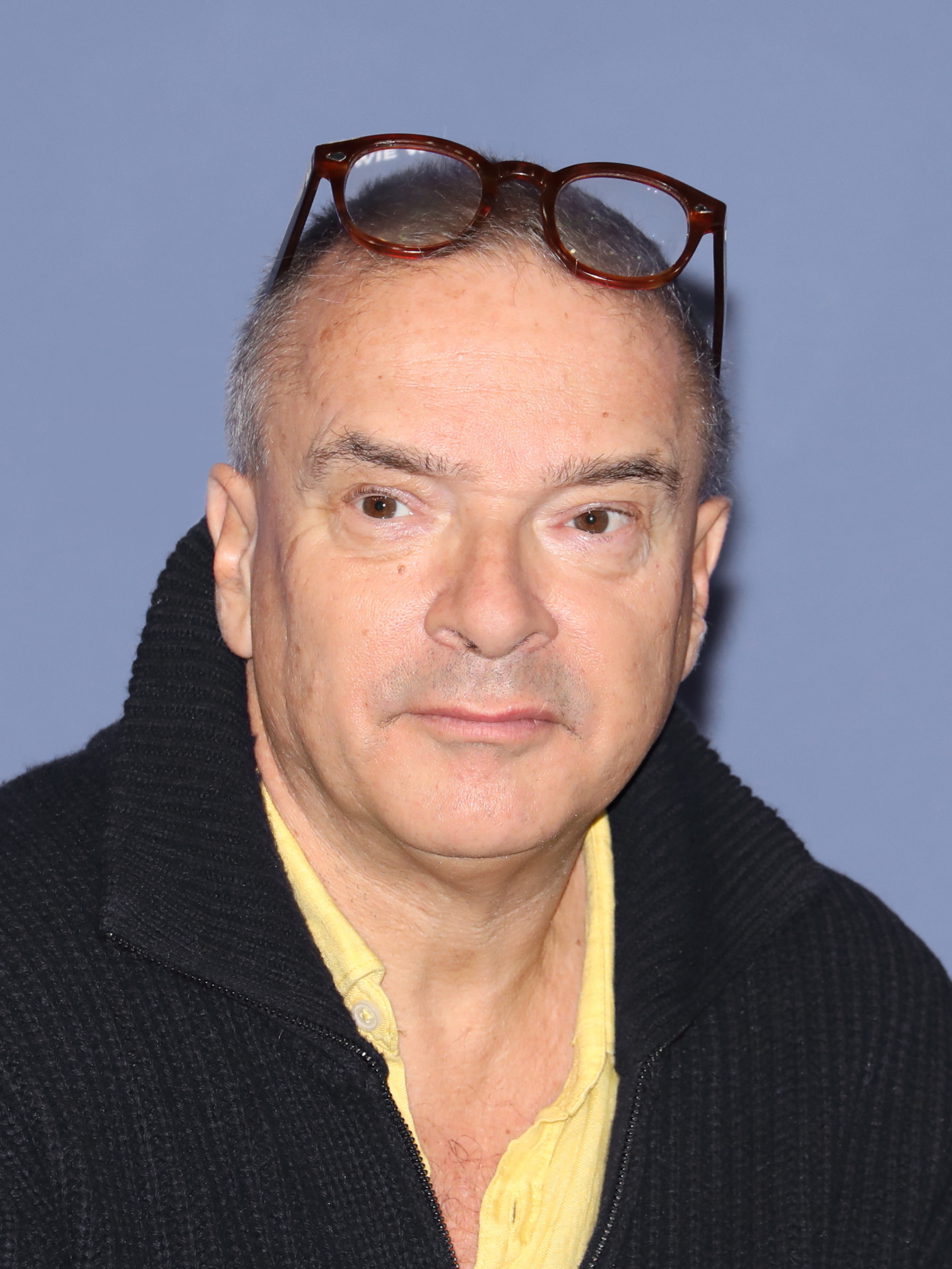
Orlando Figes, 2022

Orlando Figes /ɔːˈlændəʊ ˈfaɪdʒiːz/ (Londen 20 november 1959) is een meermaals onderscheiden Britse historicus, gespecialiseerd in de Russische geschiedenis vanaf 1700. Hij is professor aan Birkbeck, University of London. In 2017 nam Figes naar eigen zeggen de Duitse nationaliteit aan omdat hij geen “Brexit-Brit” wilde zijn.

## Leven
Figes is de zoon van de feministische schrijfster Eva Figes. Hij is de broer van schrijfster en uitgeefster Kate Figes. Figes studeerde geschiedenis te Cambridge en was er van 1987 tot 1999 hoogleraar. Vanaf 1999 is hij professor aan Birkbeck College.
In 2010 plaatste Figes lasterlijke reviews op Amazon.co.uk over boeken van andere Britse historici, onder wie Rachel Polonsky en Robert Service. Hij ontkende aanvankelijk dat hij de persoon was achter het pseudoniem historian en vervolgens schoof hij de recensies in de schoenen van zijn vrouw, maar nadat een rechtszaak tegen hem was aangespannen moest hij toegeven dat hij ze had geschreven. Hij trof een schikking waarbij hij schadevergoeding en gerechtskosten betaalde aan de gerecenseerde auteurs.

## Werk
Figes verwierf internationale bekendheid met een drietal boeken over de Russische geschiedenis: Tragedie van een volk; de Russische Revolutie 1891-1924 (1996), Natasja's Dans; een culturele geschiedenis van Rusland (2002) en Fluisteraars; leven onder Stalin (2007). Figes interpreteert de historie op een brede wijze, nadrukkelijk ook sociaal en cultureel; hij baseert zijn werk op bronnenonderzoek, inclusief mondelinge geschiedenis, en gebruikt literaire procedés bij de uitwerking. Het levert wetenschappelijke boeken op die lezen als romans en daarmee toegankelijk zijn voor een breed publiek.

## Prijzen
Figes won verscheidene prijzen voor zijn historische werken. Voor De tragedie van een volk kreeg hij in 1997 de "Wolfson History Prize", de "WH Smith Literary Award", de "NCR Book Award", de "Longman-History Today Book Prize" en de "Los Angeles Times Book Prize".

## Werken (selectie)
- Peasant Russia, Civil War: The Volga Countryside in Revolution, 1917-21, 1989 (niet vertaald), ISBN 0-19-822169-X
- Tragedie van een volk; de Russische Revolutie 1891-1924, 1996, ISBN 0-7126-7327-X
- Met Boris Kolonitskii: Interpreting the Russian Revolution: The Language and Symbols of 1917, 1999 (niet vertaald), ISBN 0-300-08106-5
- Natasja’s dans; een culturele geschiedenis van Rusland, 2002, ISBN 0-14-029796-0
- Fluisteraars; leven onder Stalin, 2007, ISBN 978-0-8050-7461-1
- Crimea. The last Crusade, Nederlandse vertaling: De Krimoorlog of de vernedering van Rusland, Nieuw Amsterdam, 2010
- Just sent me a Word. A true story of love and survival in the Gulag, Allen Lane, 2012
- Revolutionair Rusland, 1891–1991, 2014, ISBN 978-9046816769
- The Europeans: Three Lives and the Making of a Cosmopolitan Culture, Nederlandse vertaling: Europeanen. Het ontstaan van een gemeenschappelijke cultuur, Nieuw Amsterdam, 2019, ISBN 978-9046825044